# 泉山 (印地安納州)
泉山（英語：Spring Hill）是一個位於美國印地安納州馬里昂縣的城鎮。

## 人口
根據2010年美國人口普查的數據，泉山的面積為0.28平方千米，當中陸地面積為0.28平方千米，而水域面積為0.00平方千米。當地共有人口98人，而人口密度為每平方千米350人。